# Ralph Wilcox
Ralph Wilcox (Milwaukee, 30 gennaio 1950) è un attore e regista statunitense.

## Filmografia

### Attore
- Un piedipiatti e mezzo (Cop and a Half), regia di Henry Winkler (1993)
- American Graffiti 2 (More American Graffiti), regia di Bill L. Norton (1996)
- Difesa ad oltranza - Last Dance (Last Dance), regia di Bruce Beresford (1996)
- The Last Marshal, regia di Mike Kirton (1999)

### Regista
- The Lena Baker Story (2008)